# Francis N'Ganga
Francis N'Ganga (* 16. června 1985, Poitiers, Francie) je francouzsko-konžský fotbalový obránce a reprezentant Konžské republiky, v současnosti působí v klubu R. Charleroi SC.

## Klubová kariéra
Ve Francii hrál na začátku kariéry za kluby Grenoble Foot 38 a Tours FC. V srpnu 2012 odešel do Belgie do celku R. Charleroi SC.

## Reprezentační kariéra
V A-mužstvu Konžské republiky debutoval v roce 2008.
Zúčastnil se Afrického poháru národů 2015. Na turnaji bylo Kongo vyřazeno ve čtvrtfinále Demokratickou republikou Kongo poměrem 2:4, i když vedlo 2:0.